# Демнат
Демнат — небольшой город в области Тадла-Азилаль, Марокко. Расположен среди Атласских гор на пути, соединяющем южную часть Марокко и Маракеш. Старейший город в южной части Марокко.

## История
Уже в начале XII века в Демнате поселилась еврейская община. Они занимались сельскохозяйственной деятельностью, были мастерами и ремесленниками, производили лучшее вино в Марокко.

## Население
В городе и окрестных деревнях проживают берберы, ведущие традиционный образ жизни. Жители занимаются ткачеством и изготовлением гончарных изделий из красной глины, добываемой в расположенном поблизости месторождении.

## Достопримечательности
Город окружают красивые природные объекты, такие как открытая пещера. Достопримечательность — природный мост Иминифри.

## Общественные услуги
В Демнате есть три больницы и диабетический центр. Одна государственная больница, одна детская больница и центр профилактики и лечения туберкулеза. 